# Vera Valli
Vera Valli, pseudonimo di Rosa Tiritiello, altresì nota con l'ulteriore pseudonimo di Rosella Guj (Margherita di Savoia, 30 novembre 1926 – Milano, 10 febbraio 2003), è stata una cantante italiana, vincitrice di un concorso nazionale RAI nell'immediato dopoguerra.

## Biografia
Esordì lavorando alla "Sirenella" di Milano con l'orchestra del Maestro Pippo Renna; lavorò poi molto al famoso ed elegante ritrovo "Campari" nel cuore di Milano, nonché nei più noti locali e teatri milanesi. Proprio al Campari conobbe il musicista e direttore d'orchestra toscano Enzo Ceragioli, che diverrà suo marito e dal quale avrà una figlia; i due dettero inoltre inizio a un duraturo sodalizio professionale.
Fu famosa negli anni cinquanta, in particolare nella Versilia anni ruggenti, dove si esibiva nei più rinomati locali (Gran Caffè Margherita di Viareggio, La Capannina di Forte dei Marmi, Caravella, ecc.) con l'orchestra di Ceragioli. In Versilia eseguiva un repertorio internazionale di genere latino-americano con successi quali: Tequila, Andalusia, La Malagueña, Malasierra, El Negro Zumbón, Que si que no, Abazame asi, La mucura, Tu donde estas, Mambo al Rhum, La Samba del Canguro, Cumanà, Colpa del bajon, ecc., incisi per la Odeon e per la Parlophon con l'orchestra del M° Ceragioli, il quale spesso appariva sotto lo pseudonimo di Fernando Mendeiras.
Collaborò anche con le orchestre di Tullio Mobiglia, Cosimo Di Ceglie, Vigilio Piubeni.
Per il suo timbro personale e moderno la RAI la presentava con Harry Belafonte e Yma Sumac nel programma Voci strane da tutto il mondo, oltre che in diversi programmi quali Varietà Carisch, Canzoni di oggi, ecc.

Vera Valli incise anche brani di genere melodico e precorse il genere degli urlatori (Da te era bello restar, Dance darlin' dance, Per tutta la vita, Hula hoop, Un disco dei Platters, Mi perderò, Era un uomo tranquillo (versione femminile di Ero un uomo tranquillo, brano di Enzo Ceragioli dal 1º festival della canzone di Viareggio, inciso anche da Joe Sentieri, Corrado Lojacono, Riccardo Rauchi, Franco Franchi, e Sergio Endrigo). Si segnalano inoltre Kiss me e La pioggia cadrà, incisi per la Odeon con lo pseudonimo di Rosella Guj alla fine degli anni cinquanta. 

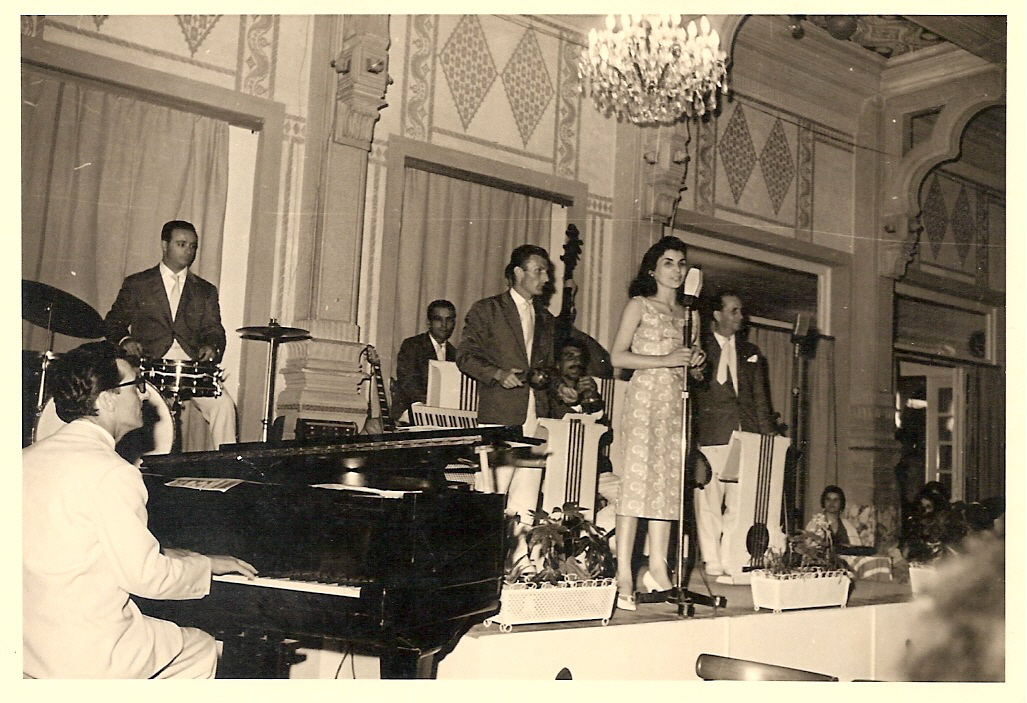
Vera Valli ed Enzo Ceragioli al Gran Caffè Margherita di Viareggio (1958)

Partecipò a diverse manifestazioni canore: come Rosella Guj fu presente al "Primo Gran Premio della Canzone Italiana" a Lugano, con l'orchestra "Radiosa" della Radio Svizzera Italiana, diretta da Fernando Paggi, mentre nel 1960 al festival "Sei giorni della canzone" (abbinato alla gara ciclistica Sei giorni), tenutosi al Teatro Lirico di Milano, si presentò con la canzone Guastafeste. Fu presente anche al "Quarto Burlamacco d'Oro" (Viareggio, 18-19 febbraio 1961).
Oltre che per l'etichetta riunita Odeon Carisch incise anche per la CAR Juke Box del Maestro Carlo Alberto Rossi (anni '60), sempre con l'orchestra Ceragioli e con lo pseudonimo di Rosella Guj; i brani incisi furono Guastafeste, Il mio fuoco, Por dos besos e Bianco e nero; sui dischi dei predetti brani Guastafeste e Por dos besos il M° Ceragioli veniva accreditato con lo pseudonimo di Big Mitchell.
Nel disco LP Sagra della Canzone Nova di Assisi 1960, pubblicato dalla Juke Box (sempre con direzione orchestrale di Enzo Ceragioli) interpreta il brano di Virgilio Savona e Tata Giacobetti (del Quartetto Cetra) Bianco e Nero.
I suoi dischi riscossero molto successo anche in Inghilterra.

## Discografia parziale

### 78 giri pubblicati come Vera Valli
- 1953: El negro zumbon/Cumana (Odeon, TW 3668)
- 1954: Si, Chiquita (Dime Que Si)/Asi... Pregonta Mi Dolor (Odeon, TW 4235)

### 45 giri pubblicati come Rosella Guj
- 1958: Tequila/Un disco dei Platters (Odeon, MSOQ 163)
- 1959: Hula - Hoop/Mi Perderò (Odeon, MSOQ 175)